# بحر السكون

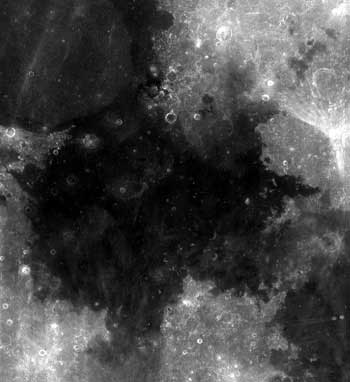

بحر السكون (باللاتينية: Mare Tranquillitatis) وهو من بحار القمر تقع ضمن بحر الصفاء الذي يقع في الشرق من بحر الأمطار ويعود إلى الفترة النكتارية ضمن الخط الزمني الجيولوجي للقمر. ويوجد في القمر في الغرب.